# Christoffer Svane
Christoffer Svane (født 7. oktober 1979) er en dansk skuespiller, der er med i 2900 Happiness, sæson 3, hvor han spiller Michael von Stjerne, som er Mercedes von Bechs kærlighedsinteresse.
Han har også spillet med i filmen Profetia fra 2009, hvor han spillede Johnny.

## Eksterne links
- Christoffer Svane på Internet Movie Database (engelsk)
- Christoffer Svane på Filmdatabasen
- Christoffer Svane på danskefilm.dk
- Christoffer Svane på danskfilmogtv.dk
- Christoffer Svane på Scope
- Christoffer Svane på Svensk Filmdatabas (svensk)